# 강성대국
강성대국(强盛大國)은 1998년(주체87년)부터 조선민주주의인민공화국에서 등장한 정치 사상이다. 현재 조선민주주의인민공화국 표어 또한 강성대국이라 칭한다.

## 개요
1998년(주체87년) 김정일의 자강도 현지지도를 조선중앙방송이 보도하면서 본격적으로 등장하기 시작하였다.
…강선(降仙)의 정신과 강계(江界)의 혁명정신으로 일어날 때 조국은 위대한 강성대국으로 만방에 위력을 떨칠 것이다… — 《조선중앙방송》, 1998년 4월 8일

강성대국은 김일성이 태어난 지 100년이 되는 해인 2012년(주체101년)을 원년으로, 원년까지의 전 인민의 무장화 및 사상적 단결, 사회주의 중심의 경제 활성화를 주장한다. 이는 주체사상에 기초를 하고 있으며 당과 군이 중심인 국가 체제를 의미한다.
위대한 당의 령도 따라 사회주의 강성대국을 건설해나가자 — 《로동신문》, 1998년 9월 9일

조선민주주의인민공화국은 2001년(주체90년)의 신년 공동 사설에서 김일성이 제시한 종자 중시적인 이론인 종자론을 토대로 새로운 사고에 기초하여 강성대국을 건설해나갈 것을 주장하였다.

## 종류
강성대국은 크게 네 가지로 나눌 수 있는데, 이는 사상의 강성대국, 정치의 강성대국, 군사의 강성대국, 경제의 강성대국을 의미한다.

## 같이 보기
- 조선민주주의인민공화국의 선전